# Milaan-San Remo 1995
De wielerklassieker Milaan-San Remo 1995 werd gereden op 18 maart 1995. De koers werd gewonnen door Laurent Jalabert, die in de spurt favoriet Maurizio Fondriest versloeg.
Jalabert had eerder dat jaar ook al Parijs-Nice gewonnen. Hij werd hiermee de vierde wielrenner die beide wedstrijden in hetzelfde jaar won, na Fred De Bruyne (1956), Eddy Merckx (1969 en 1971) en Sean Kelly (1986).

## Uitslag
| Rang | Naam               | Land       | Ploeg                         | Tijd     |
| ---- | ------------------ | ---------- | ----------------------------- | -------- |
| 1    | Laurent Jalabert   | Frankrijk  | Once                          | 6u45'20" |
| 2    | Maurizio Fondriest | Italië     | Lampre-Panaria                | z.t.     |
| 3    | Stefano Zanini     | Italië     | Gewiss-Ballan                 | op 4"    |
| 4    | Davide Rebellin    | Italië     | MG Maglificio-Technogym       | z.t.     |
| 5    | Michele Bartoli    | Italië     | Mercatone Uno-Saeco-Magniflex | z.t.     |
| 6    | Fabiano Fontanelli | Italië     | ZG Mobili-Selle Italia        | op 13"   |
| 7    | Dimitri Konyshev   | Rusland    | Aki-Gipiemme 1995             | op 14"   |
| 8    | Claudio Chiappucci | Italië     | Carrera Jeans-Tassoni         | op 17"   |
| 9    | Jesper Skibby      | Denemarken | TVM-Polis Direct              | z.t.     |
| 10   | Fabio Baldato      | Italië     | MG Maglificio-Technogym       | z.t.     |

## Overige Belgen
| Rang | Naam                | Land   | Ploeg           | Tijd      |
| ---- | ------------------- | ------ | --------------- | --------- |
| 12   | Johan Museeuw       | België | Mapei-GB        | z.t.      |
| 21   | Axel Merckx         | België | Motorola        | z.t.      |
| 33   | Edwig Van Hooydonck | België | Novell          | op 52"    |
| 36   | Marc Wauters        | België | Novell          | op 1'01"  |
| 84   | Nico Mattan         | België | Lotto-Isoglass  | op 6'35"  |
| 86   | Wilfried Peeters    | België | Mapei-GB        | z.t.      |
| 108  | Johan Capiot        | België | Ceramiche Refin | z.t.      |
| 117  | Johan Bruyneel      | België | Once            | z.t.      |
| 135  | Peter Farazijn      | België | Lotto-Isoglass  | op 8'26"  |
| 141  | Wilfried Nelissen   | België | Lotto-Isoglass  | op 9'22"  |
| 151  | Herman Frison       | België | Lotto-Isoglass  | op 11'27" |

1907 · 1908 · 1909 · 1910 · 1911 · 1912 · 1913 · 1914 · 1915 · 1916 · 1917 · 1918 · 1919 · 1920 · 1921 · 1922 · 1923 · 1924 · 1925 · 1926 · 1927 · 1928 · 1929 · 1930 · 1931 · 1932 · 1933 · 1934 · 1935 · 1936 · 1937 · 1938 · 1939 · 1940 · 1941 · 1942 · 1943 · 1944 · 1945 · 1946 · 1947 · 1948 · 1949 · 1950 · 1951 · 1952 · 1953 · 1954 · 1955 · 1956 · 1957 · 1958 · 1959 · 1960 · 1961 · 1962 · 1963 · 1964 · 1965 · 1966 · 1967 · 1968 · 1969 · 1970 · 1971 · 1972 · 1973 · 1974 · 1975 · 1976 · 1977 · 1978 · 1979 · 1980 · 1981 · 1982 · 1983 · 1984 · 1985 · 1986 · 1987 · 1988 · 1989 · 1990 · 1991 · 1992 · 1993 · 1994 · 1995 · 1996 · 1997 · 1998 · 1999 · 2000 · 2001 · 2002 · 2003 · 2004 · 2005 · 2006 · 2007 · 2008 · 2009 · 2010 · 2011 · 2012 · 2013 · 2014 · 2015 · 2016 · 2017 · 2018 · 2019 · 2020 · 2021 · 2022 · 2023 · 2024 · 2025

Lijst van beklimmingen